# Guigues VIII de Viennois
Pour les articles homonymes, voir Viennois (homonymie) et Guigues.
Guigues VIII de la Tour-du-Pin (né en 1309 - mort au siège du château de La Perrière (Saint-Julien-de-Raz) le 28 juillet 1333) est dauphin de Viennois, comte de Vienne et d'Albon, seigneur de la Tour sous le nom de Guigues VIII de Viennois de 1318 à 1333.

## Biographie
Guigues VIII est le fils du dauphin Jean II de Viennois et de Béatrice de Hongrie. Il a un frère, qui lui succède et devient Humbert II de Viennois.
C'est un enfant de neuf ans quand son père meurt en 1319. La régence est alors assurée par son oncle Henri de la Tour du Pin,, et ce jusqu'en 1323. Chevalier et combattant, il remporte en 1325 à Varey une victoire éclatante contre les Savoyards alors qu'il n'est âgé que de seize ans et qu'il est encore sous la tutelle de son oncle. Les chroniques du temps nous disent que « l'ost de Savoye fut bellement desconfit ».

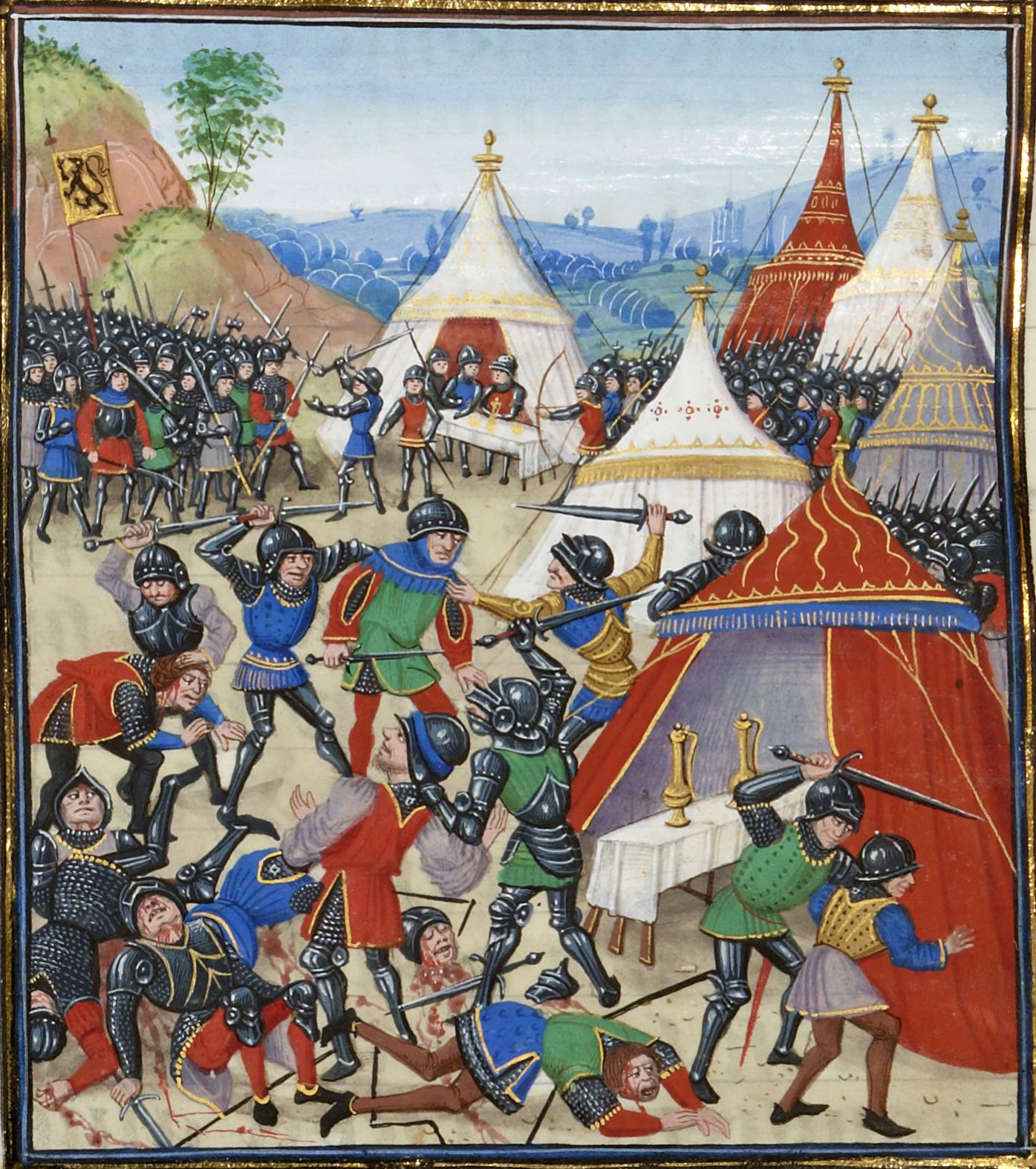
La bataille de Cassel. Enluminure du XVe siècle.

L'influence française se renforce sous son règne, par son mariage en 1323 avec Isabelle de France (1312-1348), fille du roi Philippe V le Long (roi de France de 1316 à 1322).
Philippe VI de Valois (roi de France de 1328 à 1350) lui confie le commandement du Septième Corps de bataille comprenant 12 bannières à la bataille de Cassel en 1328, où les tisserands flamands de Gand sont écrasés par la chevalerie française. Pour le récompenser de sa bravoure, le roi lui cède la Maison aux Piliers en place de Grève, à Paris.
De 1325, date de la bataille de Varey, à sa mort en 1333, Guigues est en conflit quasi permanent dans la guerre qui l'oppose aux comtes de Savoie Édouard puis Aymon.
Le 4 juin 1329 il est cité comme dauphin, comte de Vienne et d'Albon, seigneur de la Tour.
Son ardeur au combat lui sera fatale lors du siège du château de La Perrière (anciennement Saint-Gelin-de-Ras), où il est mortellement blessé le 28 juillet 1333. Le village est complètement rasé le jour suivant.
Son frère Humbert II lui succède, devenant le dernier dauphin de Viennois de 1333 à 1349.

## Découverte d'une bague au nom de Guigues Dauphin

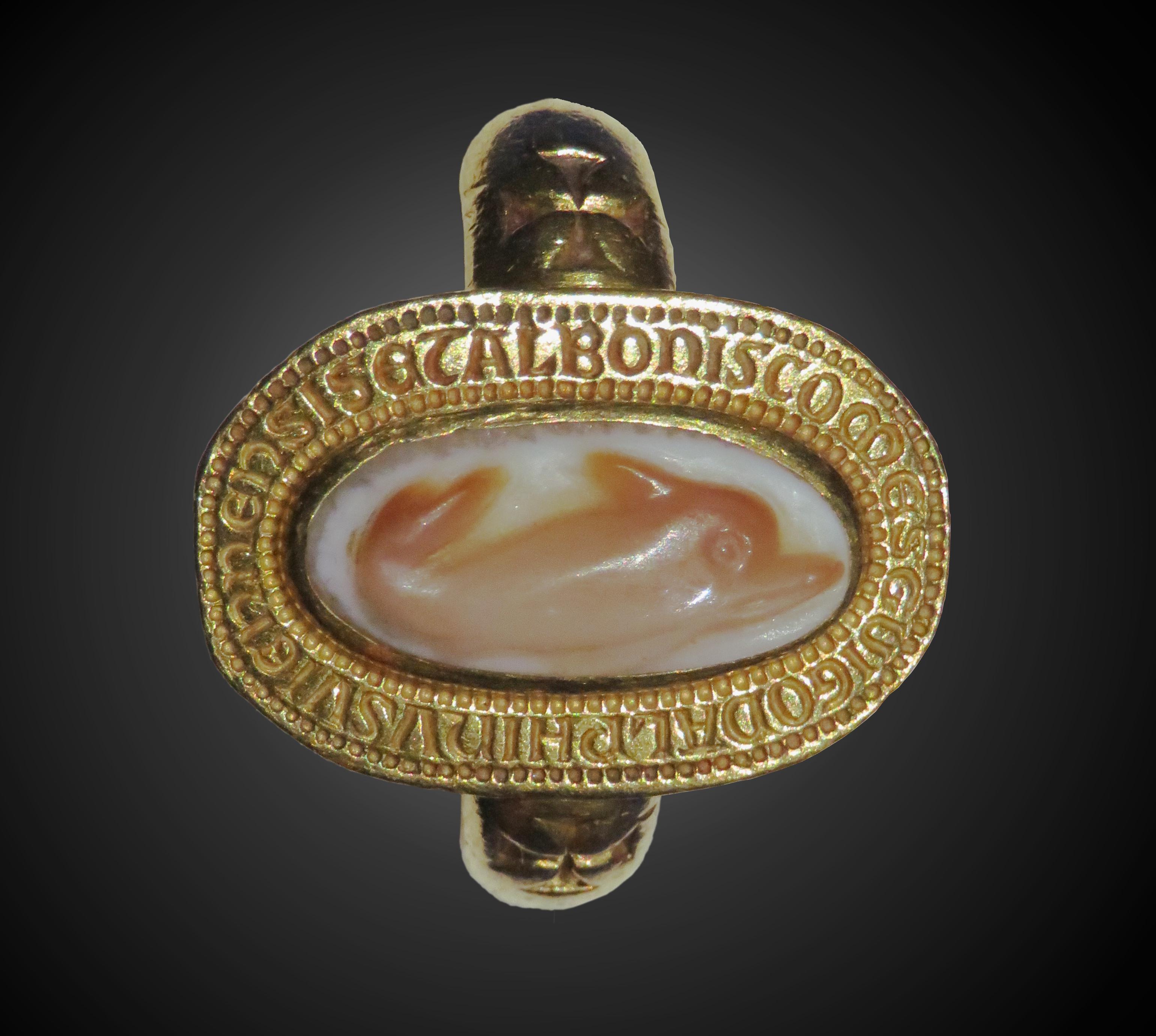
La bague exposée à Grenoble en 2018.

Dans les années 2010, un collectionneur britannique achète chez un antiquaire parisien une bague en or, portant un camé représentant un dauphin. L'inscription est : « GUIGO DALPHINUS VIENNENSIS ET ALBONIS COMES ».
Le collectionneur pense qu'il s'agit de la bague du dauphin Guigues VIII. Il informe en 2016 de la découverte le musée de l'Ancien Évêché à Grenoble. Ce dernier organise du 21 juin au 28 octobre 2018 l'exposition de cette bague du 28 juillet au 21 octobre, avec une animation festive comportant des démonstrations de combats armés chorégraphiés ou des ateliers de danse médiévale.
L'authenticité de cette bague a été débattue par les historiens sans qu'aucun consensus ne se dégage. Elle est contestée par Roch de Coligny, expert.